# بلر، استرالیای جنوبی
بلر (به انگلیسی: Belair) یک حومه شهر در استرالیا است که در استرالیای جنوبی واقع شده‌است.